# Kleptothule rasmusseni
Il cleptotule (Kleptothule rasmusseni) è un artropode estinto appartenente ai trilobiti. Visse all'inizio del Cambriano (circa 520 milioni di anni fa) e i suoi resti sono stati ritrovati in Groenlandia, nel famoso giacimento di Sirius Passet. 

## Descrizione
Contrariamente a gran parte dei trilobiti, questo animale possedeva un corpo molto allungato composto da numerosi segmenti toracici (oltre ventisette) e una coda (pygidium) composto da circa venti segmenti. L'intero animale era lungo poco più di tre centimetri e largo circa cinque millimetri. 

## Classificazione
L'aspetto quasi vermiforme dell'animale è decisamente insolito per i trilobiti; ciò potrebbe essere dovuto all'estrema antichità dell'animale e alla sua primitività. Il cleptotule è stato ascritto all'ordine dei Redlichiida, il più antico dei trilobiti, e con qualche dubbio assegnato al sottordine degli Olenellina, che comprendono il ben noto Olenellus. Questo animale è noto attraverso numerosi resti fossili (oltre 60 esemplari) provenienti dalla Buen Formation (Sirius Passet) nel nord della Groenlandia.